# Maroni (Fluss)
Der Maroni oder Marowijne (Sranan Tongo: Marwina-liba) ist ein Fluss in Südamerika. Er bildet die Grenze zwischen Französisch-Guyana und Suriname, besitzt zahlreiche Stromschnellen (in Sranan Tongo sulas genannt) und eine durch vorgelagerte Sandbänke zeitweise schwer zugängliche Mündung.
Die Bezeichnung Marowijne wird für den Teil des Flusses gebraucht, der sich unterhalb des Zusammenflusses von Tapanahony und Lawa befindet.
Im Mündungsbereich sind auf surinamischer Seite in der Nähe des Karibendorfes Galibi zwei Naturschutzgebiete eingerichtet worden, die dem Schutz der Vogelwelt und der dort Eier ablegenden Lederschildkröten dienen.

## Grenzprobleme
1860 wurde von französischer Seite die Frage gestellt, welcher der beiden Quellflüsse als Oberlauf und damit als Grenzfluss anzusehen sei. Eine französisch-niederländische Kommission wurde zur Klärung dieser Frage eingesetzt. Von niederländischer Seite gehörten J.H. Baron van Heerdt tot Eversberg, J.F.A. Cateau van Rosevelt und August Kappler, von französischer Seite Luits Vidal, Ronmy, Boudet und der Arzt Rech der Kommission an. 1861 wurden daher Messungen durchgeführt, die folgendes Ergebnis hatten: der Lawa besitzt eine Abflussmenge von 35.960 m³/Min bei einer Breite von 436 m; der Tapanahony eine Abflussmenge von 20.291 m³ bei einer Breite von 285 m. Damit galt der Lawa als Oberlauf des Marowijne.
Bis 1885 gab es mit dieser Entscheidung keine Probleme. Durch die Entdeckung von Gold im Gebiet zwischen Lawa und Tapanahony entstand aber ein erneuter Grenzkonflikt. Am 29. November 1888 schlossen Frankreich und die Niederlande ein Abkommen, wonach der Konflikt einem Schiedsspruch unterworfen werden soll. Der russische Zar Alexander III. bestimmte als eingesetzter Schiedsmann, dass der Lawa als Oberlauf des Marowijne und damit als Grenzfluss anzusehen ist.
Nun stellte sich allerdings die Frage, welcher Fluss als Quellfluss des Lawa anzusehen ist. Die Niederlande betrachteten den Marowini (den östlichen Quellfluss) als Ursprung des Lawa, die Franzosen den weiter westlich verlaufenden Litani als Quellfluss. Diese Frage ist bis heute nicht geklärt.
Der Litani entspringt im Tumuk-Humak-Gebirge auf ca. 2½° nördl. Breite und 55° westl. Länge; er nimmt in seinem Lauf den Koele Koelekreek (in dessen Quellgebiet der 1938 festgestellte und nun wieder umstrittene Dreiländerpunkt liegt), den Loekreek, den Mapaonikreek und den Oelemari auf.
Der Marowini entspringt ebenfalls im Tumuk-Humak-Gebirge auf ca. 2° nördl. Breite und 54° westl. Länge; er nimmt u. a. den Koetoekreek auf.

## Einige Zahlen
Das Stromgebiet des Marowijne beträgt 68 700 km²; oberhalb der Flussinsel Langatabbetje (110 km von der Mündung entfernt) beträgt diese Fläche 63 700 km². Die mittlere Abflussmenge lag bei Langatabbetje im Zeitraum 1952–1973 bei ca. 1700 m³/s. Das Minimum beträgt 95 m³/s, das Maximum bei 6550 m³/s. Die Länge des Mündungstrichters liegt bei etwa 90 km; der mittlere Tidenhub im Mündungsbereich liegt bei 2 m; das Gezeitenvolumen liegt bei ca. 300 Mill. m³; die Salzgrenze reicht in der Trockenzeit etwa 40 km stromaufwärts bis zum Ort Albina.
Die für Suriname geschätzte potentielle Wasserkraftenergie liegt zwischen 1150 und 1250 Megawatt.

## Hydrometrie
Die Durchflussmenge des Maroni wurde an der hydrologischen Station Langatabbetje beim größten Teil des Einzugsgebietes, über die Jahre 1952 bis 1958 gemittelt, gemessen (in m³/s).

## Erforschung
Von allen surinamischen Flüssen ist der Marowijne der am stärksten erforschte. Bereits im 16. Jahrhundert kommt es zu Flussfahrten im Mündungsbereich durch Lawrence Keymis, Thomas Masham, Antonio de Berrio und Adriaen Cabeliau, im 17. Jahrhundert durch Harcourt, Fisher und De Vries. Im 18. Jahrhundert wird auch der weitere Verlauf erforscht durch Mentelle, Patris, Le Blond und Heneman, im 19. Jahrhundert durch Zegelaar, Crevaux, Henri Coudreau, Ten Kate, Joost u. a.
Im 20. Jahrhundert sind vor allem die Gonini- und die Tapanahony-Expedition, die Tumuk Humak- und die Südgrenze-Expedition zu nennen. Dazu kommen Forschungsarbeiten des Geologisch Mijnbouwkundige Dienst (GMD) und des Centraal Bureau voor Luchtkartering (CBL).

## Sonstiges
Im Roman Papillon schildert Henri Charrière seine Flucht aus dem Lager Saint-Laurent-du-Maroni, die ihn per Segelboot auf dem Maroni in den Atlantik führt.